# Zyprische Keramik

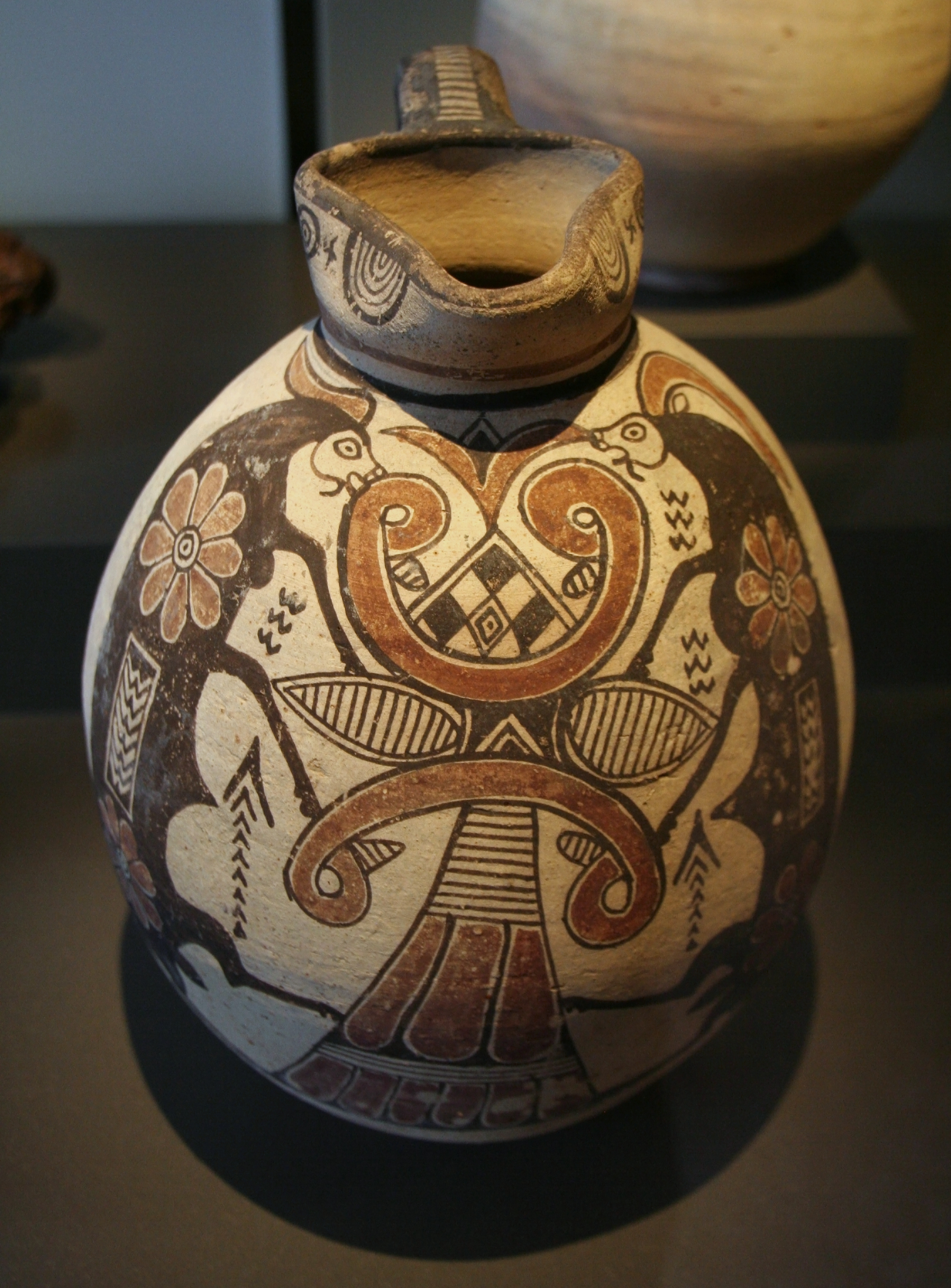
Krug der Bichrome IV Ware mit orientalisierenden Motiven: Ziegen am Lebensbaum; Antikensammlung Berlin

Als Zyprische Keramik (auch Kyprische Keramik) wird die Gesamtheit der auf der Insel Zypern hergestellten Keramik verstanden, die von der Einführung des Werkstoffes im Neolithikum bis ins Mittelalter produziert wurde. Ein besonderer Fokus liegt auf der Keramik vom späten Neolithikum bis in die römische Zeit.
Die Keramik Zyperns zeichnet sich durch eine oftmals hohe Qualität aus. Sie ist einerseits regional geprägt, andererseits nimmt sie nicht zuletzt aufgrund der exponierten Lage sehr oft Einflüsse aus anderen Regionen, insbesondere der Levante, Ägyptens, Anatoliens und der Ägäis auf. Seit dem Hellenismus passt sie sich weitestgehend der üblichen Keramik der Großregion an.
Neben den verzierten Waren gab es auch immer unverzierte Keramik für den täglichen Gebrauch. Die Benennung der einzelnen Stile ist aufgrund der Forschungsgeschichte international in englischer Sprache. Genauere Datierungen über die Stile hinaus sind häufig nicht möglich, weshalb eine Datierung meist eher ungenau für Zeiträume und Stile, nicht aber durch genauere Jahresangaben erfolgt.

## Frühe neolithische Keramik und Chalkolithikum
Die ersten Versuche zur Herstellung von Keramik wurden noch vor dem Neolithikum II (4500–3900 v. Chr.) in Chirokitia unternommen. Doch erst während der Sotira-Kultur bildete sich eine erste keramische Kultur heraus. Zentren dieser Produktion waren Khirokitia, Agios, Epiktitos-Vrysi, Sotira-Teppes, Dhali-Agridhi und Philia-Drakos. Vorherrschend war die Red-on-White Ware, weitaus seltener die Combed Ware mit Kammstrich-Verzierungen sowie die Dark-Faced Burnished Ware.
Das Chalkolithikum (3900–2500 v. Chr.) war einerseits von Kontinuität, andererseits aber auch von deutlichen kulturellen Veränderungen geprägt. Die Qualität und Quantität der Keramikproduktion nahm in großem Maße zu. Weiterhin wurde die Red-on-White Ware hergestellt, die sich allerdings von flächigen, geometrischen Motiven hin zu vielfältigeren geometrischen Motiven entwickelte. Daneben hatte auch die schon im Neolithikum bekannte Red Lustrous Ware weiterhin Bestand.

## Bronzezeit

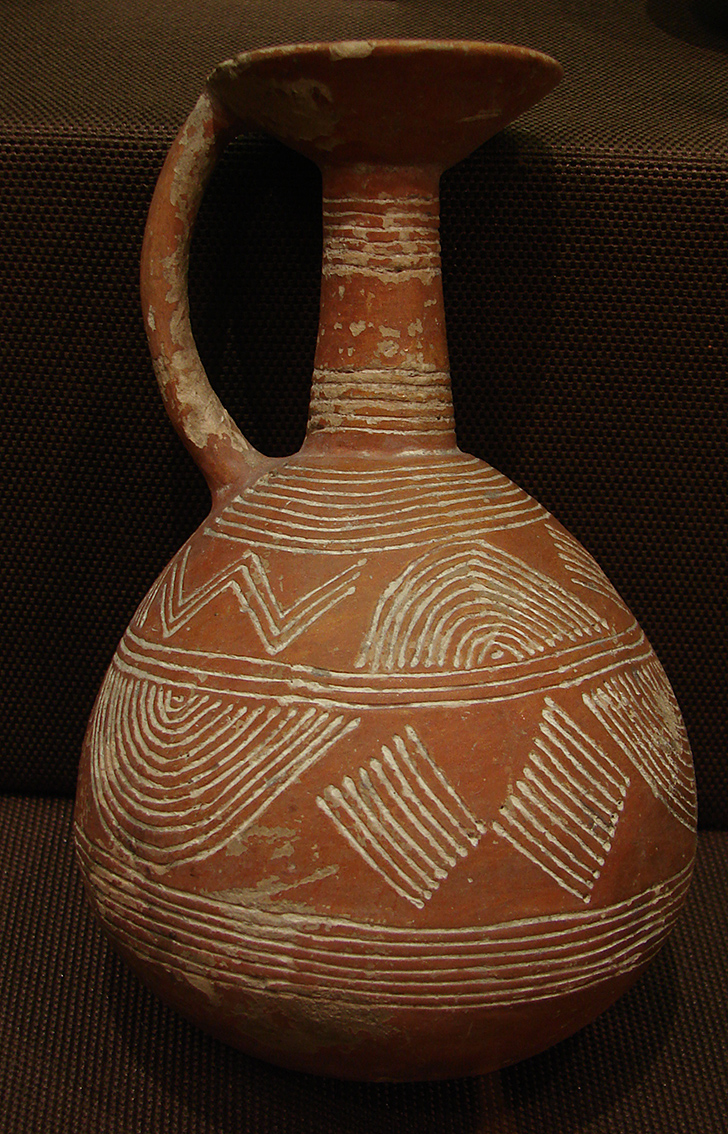
Kanne der Red Polished Ware; Musée de Laon

Die früheste keramische Entwicklung in der frühen Bronzezeit (2500–1900 v. Chr.) war die Philia Ware. Die erste bedeutende keramische Schöpfung Zyperns wurde etwas später die Red Polished Ware, eine sorgfältig polierte und meist mit geometrischen Ritzungen verzierte, sehr variantenreiche Ware. Es war die am weitesten verbreitete Ware dieser Zeit auf Zypern. Durch verschiedene Brennvorgänge gab es auch die selteneren Varianten der Black Polished Ware, der Red Polished Black Topped Ware, die Red-and-black Polished Ware sowie die Drab Polished Ware. Daneben gab es die Black-Slip-and-Combed Ware sowie die Black Slip Painted Ware mit roten und weißen Bändern auf schwarzem Überzug. Neben Gefäßen wurden auch in großer Zahl Tonmodelle von Heiligtümern gefertigt, die Opferszenen vor einer Göttertrias (Vunus, Kotchati, Kalopsida) mit Stiermasken und Schlangen oder Totenmahle zeigen. Zudem wurden Plank Shaped Idols in großer Zahl gefertigt, die hölzerne Kultstatuetten von Frauen mit Kindern rezipieren.

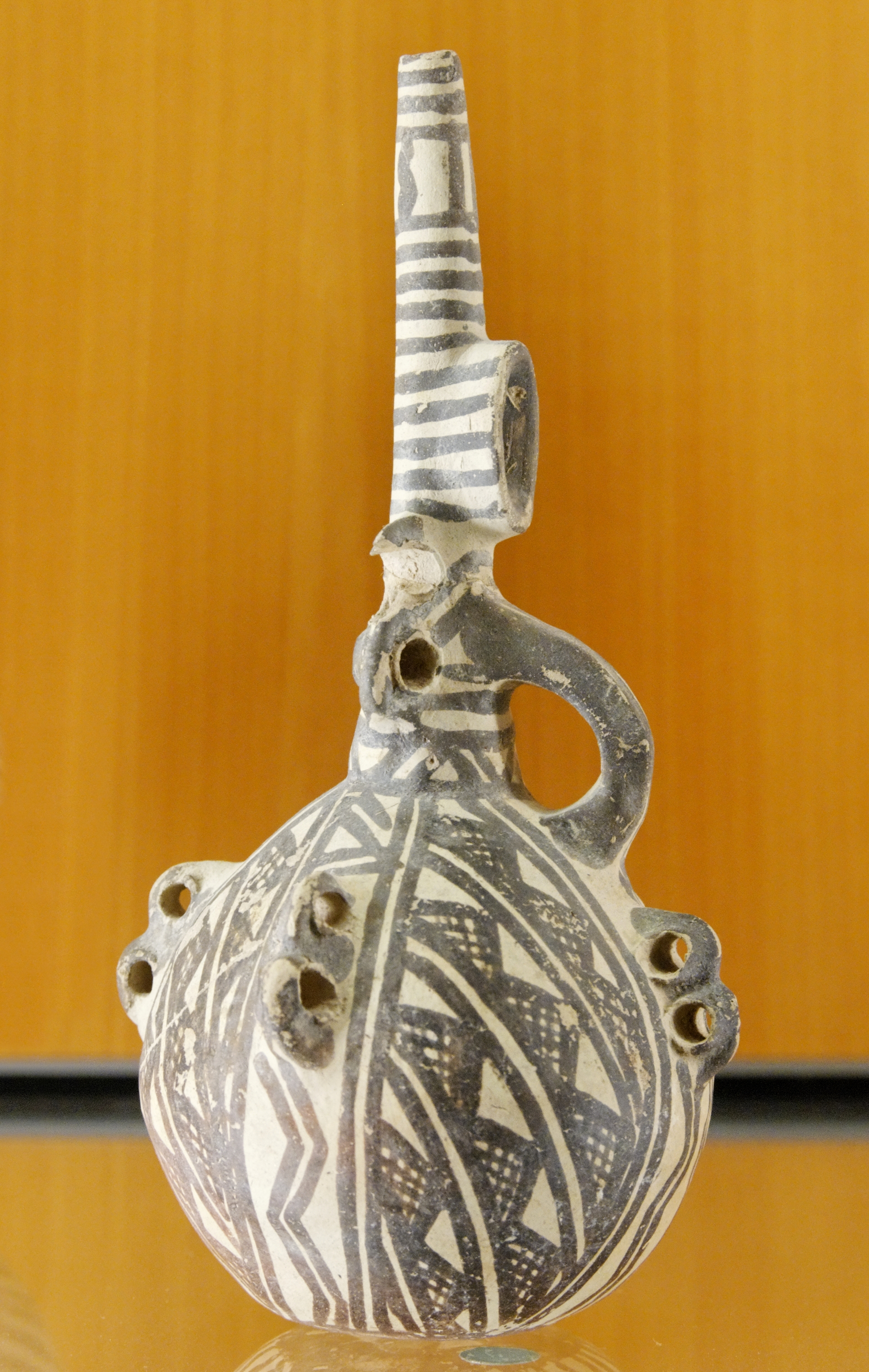
Flasche der White Painted Ware; Musée des Beaux-Arts

In der mittleren Bronzezeit (1900–1650 v. Chr.) war die White Painted Ware vorherrschend, die mit dicken roten Mustern verziert wurde. Auffallend sind hier regionale Unterschiede, so sind für Kalopsida lineare, für Lapta geometrische Motive kennzeichnend. Daneben gab es weiterhin die Red Polished Ware, Black Slip Ware und Red Slip Ware sowie Red-on-Red- und Red-on-Black Ware. Im Süden konnte sich auch noch die monochrome, strich- und reliefverzierte Keramik vom Ende des Chalkolithikums halten. Sie wurde erst in der späten Bronzezeit durch bemalte Ware abgelöst. Zudem wurden weiterhin Figurengruppen und Brettidole gefertigt. Hinzu treten nun auch Schiffsmodelle. Diese dürften die zunehmenden Handelsbeziehungen ebenso repräsentieren wie die vermehrten Funde der White Painted Ware in der Levante und in Kilikien sowie die nun vereinzelten Funde qualitativ hochwertiger minoischer Keramik vor allem in Gräbern der Oberschicht. Nicht sehr auffällig, aber besonders häufig in den Siedlungen der mittleren Bronzezeit wurde die Plain White Ware (handmade). Dazu gehören kleine sackförmige Kännchen, die möglicherweise in der Kupferherstellung in Gebrauch waren.

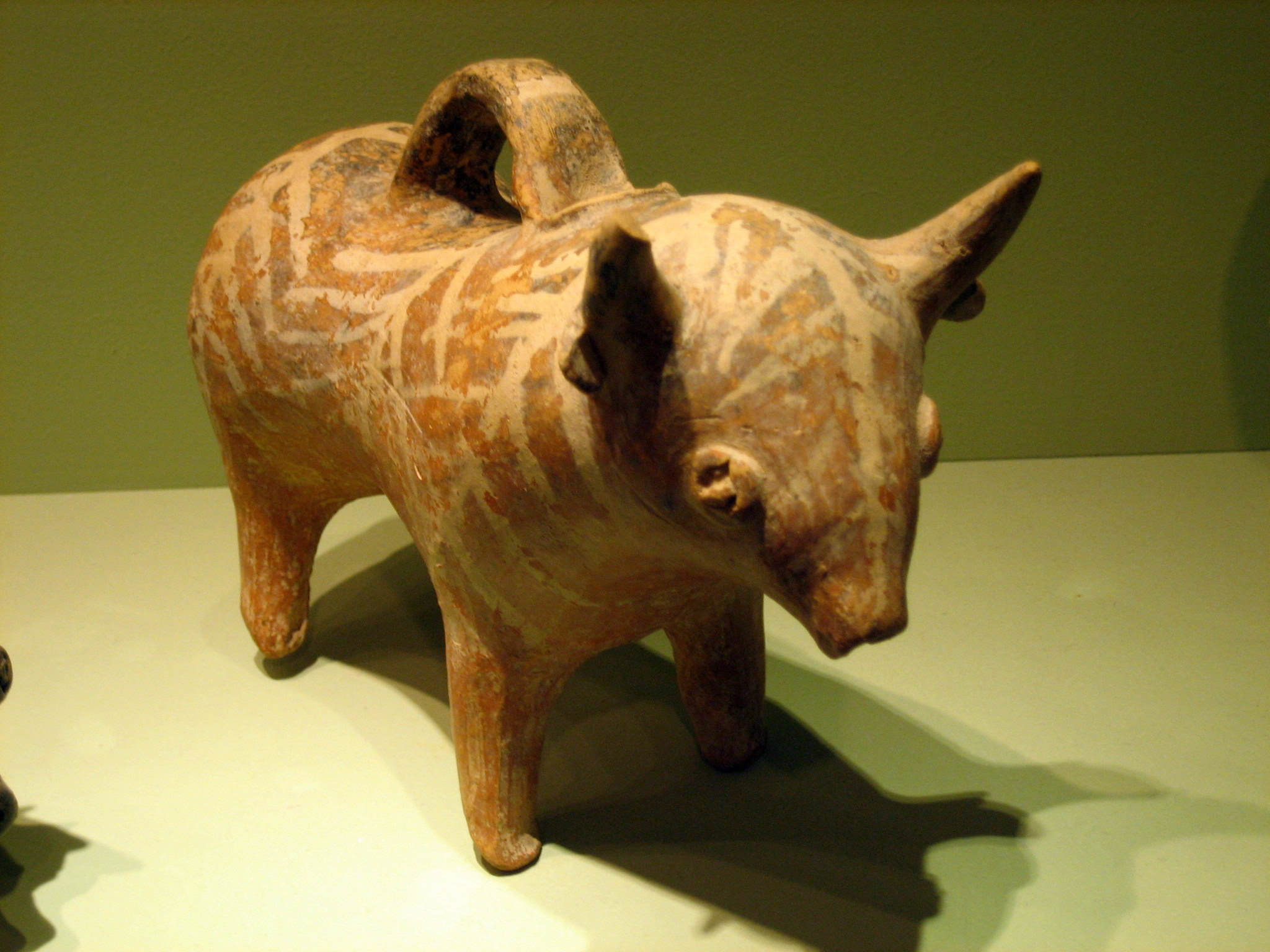
Rhyton in Stierform der Base Ring II Ware, Museum für kykladische Kunst

Für die späte Bronzezeit (1650–1050 v. Chr.) lassen sich großzügig angelegte Töpferwerkstätten nachweisen. Zwei Waren standen nun hauptsächlich nebeneinander. Die White Slip Ware war sehr dünnwandig. Die hart gebrannte Ware kennzeichnete ein dicker, wie Porzellan anmutender Überzug, der bräunlich-orange oder bichrom mit geometrischen Mustern verziert wurde. Dazu trat die wohl aus der Black Slip Ware entwickelte ebenfalls sehr dünnwandige und hart gebrannte Base Ring Ware, die mit einem Standring versehen und oft mit plastischen Auflagen verziert war und offenbar metallene Vorbilder imitierte. Von etwa 1600 v. Chr. an war sie für 400 Jahre eine der wichtigsten Waren Zyperns. Zu den beiden Hauptstilen traten mehrere nur regional verbreitete Stile. Im Nordwesten etwa wurde eine neue Form der White Painted Ware entwickelt.

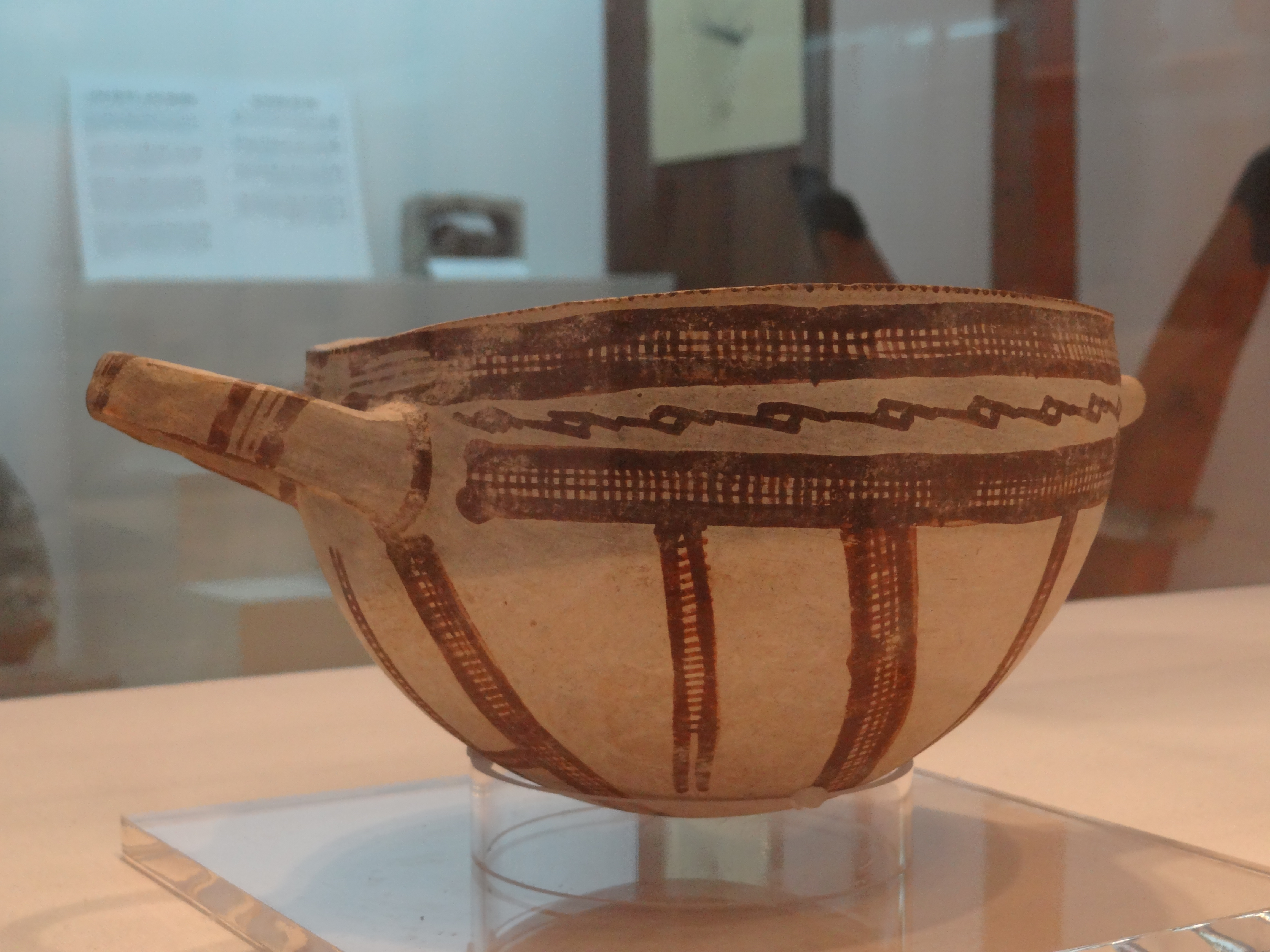
Milchschale (Milk bowl) der White Slip II Ware, Nationales israelisches maritimes Museum

Im Lauf der späten Bronzezeit wurden die Einflüsse aus dem östlichen Mittelmeerraum immer bedeutender. Unter ihrem Einfluss entstand die Bichrome Wheelmade Ware, die zugleich die erste auf der Töpferscheibe geschaffene Ware war. Die schon im Neolithikum gefertigte Red Lustrous Ware entwickelte sich nun zur Red Lustrous Wheelmade Ware. Während einerseits in größerer Zahl Tell el-Yahudiya Ware aus der Levante importiert wurde, wurde Base Ring Ware in größerer Zahl in die Levante und nach Ägypten exportiert. Hinzu tritt eine große Zahl an importierter mykenischer Keramik, die im 14. und 13. Jahrhundert v. Chr. offenbar auch auf Zypern von Griechen produziert wurde. Im frühen 11. Jahrhundert v. Chr. entsteht die Proto-White Painted Ware, in der die ägäisch-mykenische mit der zyprischen Tradition verbunden wurde.

## Eisenzeit

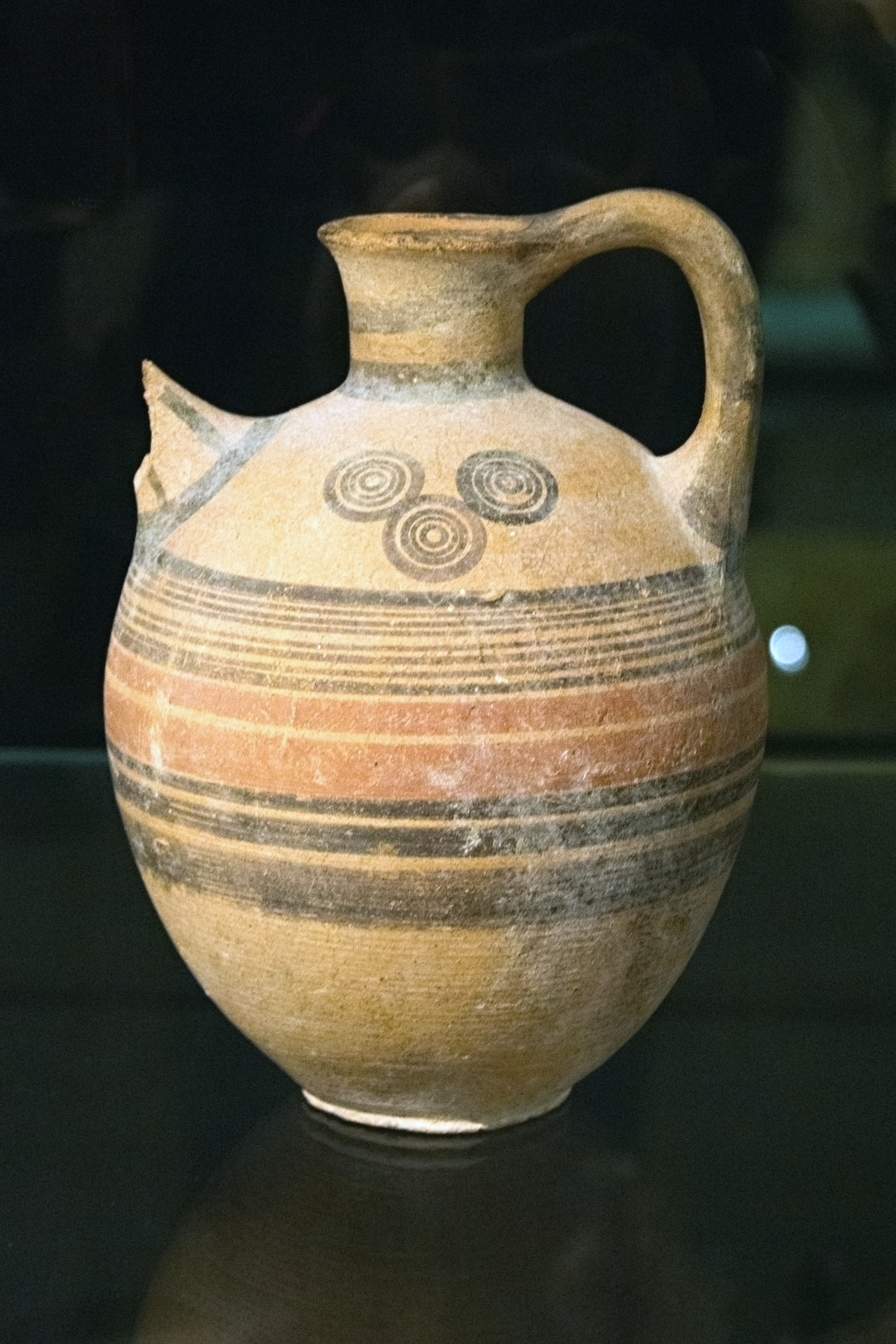
Kanne der Bichrome Ware; Palais Goltz-Kinsky

Die Früheisenzeit (1050–750 v. Chr.) begann in der Folge von Naturkatastrophen mit größeren Umbrüchen auf der Insel. Seit etwa 1025 v. Chr. bildete sich die kypro-geometrische Periode heraus. Sie war durch die Bemalung mit vielfältigen geometrischen Mustern gekennzeichnet und hatte nachhaltigen Einfluss auf die Entwicklung der griechischen geometrischen Keramik. Zudem gab es eine sich von der Bronzezeit unterscheidende neuartige Black Slip Ware, die an metallene Treibarbeiten erinnert. Weiterhin gab es die White Painted Ware, die neben den anderen Waren Bestand hatte und sogar eine neue qualitative Höhe erreichte. Hinzu trat die Bichrome Ware, die eine White Painted Ware war, die nicht nur ein- sondern mehrfarbig verziert war.

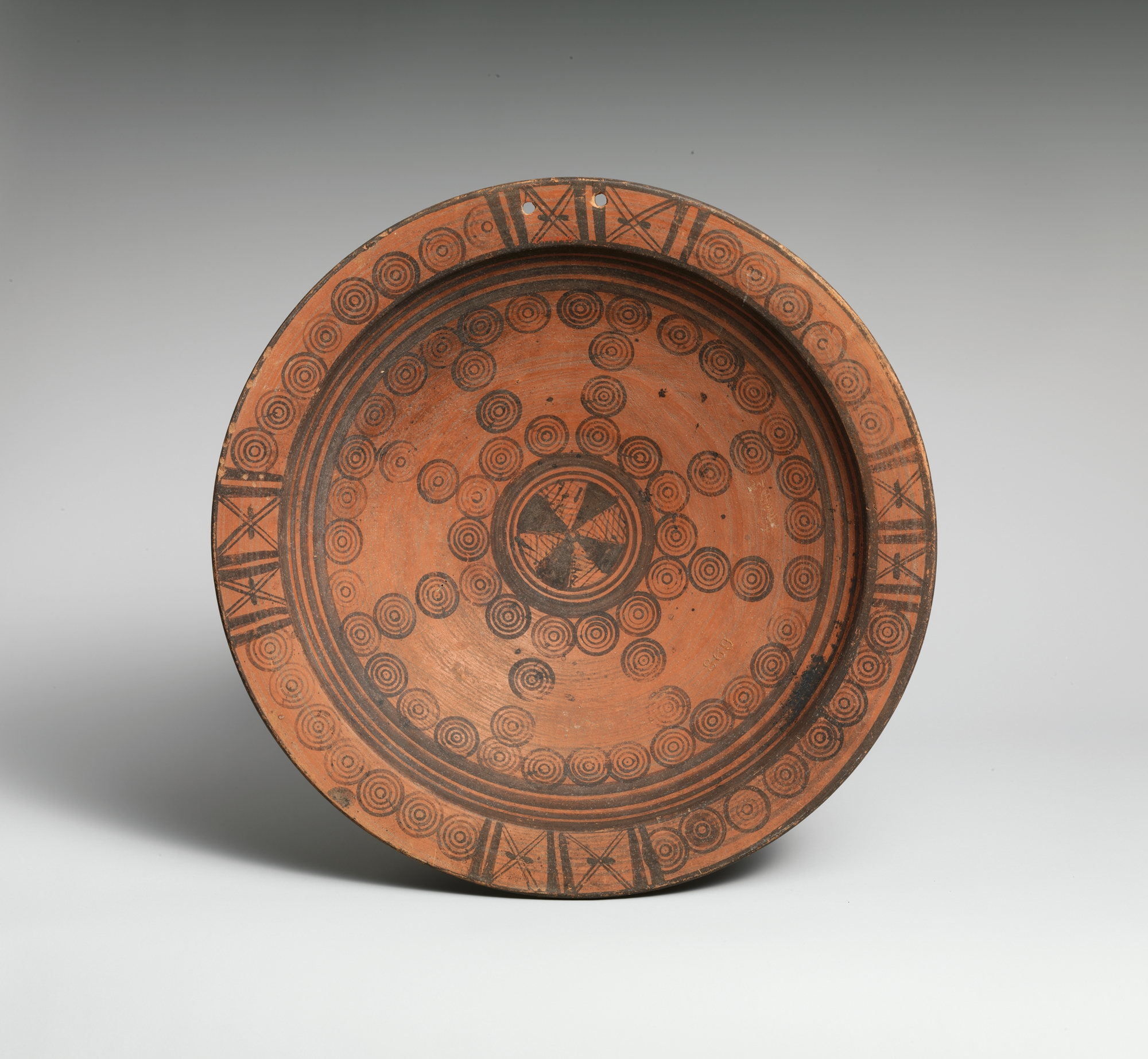
Teller der Black-on-Red II (IV) Ware, Metropolitan Museum of Art

Gegen Ende der kypro-geometrischen Zeit wurde wohl aus Ostphönizien die Black-on-Red Ware übernommen und war bis in die archaische Zeit eine der wichtigsten Keramikgattungen Zyperns. Eine Variante ist die Bichrome Red Ware, bei der die rote Keramik nicht nur mit schwarzen Ornamenten, sondern zusätzlich mit weißer Farbe verziert wurde. In der Eisenzeit wird die Plain White Ware auch auf der Töpferscheibe gefertigt (wheelmade), in kypro-klassischer Zeit werden diese undekorierten Vasen auch verstärkt als Miniaturgefäße als Grabbeigaben verwendet. Importiert wurde zudem vor allem attische Keramik.
Seit dem 4. Jahrhundert v. Chr. wurde Zypern immer mehr in den griechischen Kulturraum eingebunden und übernahm immer mehr die auch in anderen griechischen Regionen üblichen Keramikformen. Spätestens nach der Eingliederung in das Ptolemäerreich war die lokale zyprische Produktion an die Produkte der übrigen griechischen Welt angepasst, was auch in römischer Zeit lange Zeit kaum verändert beibehalten wurde.

## Literatur

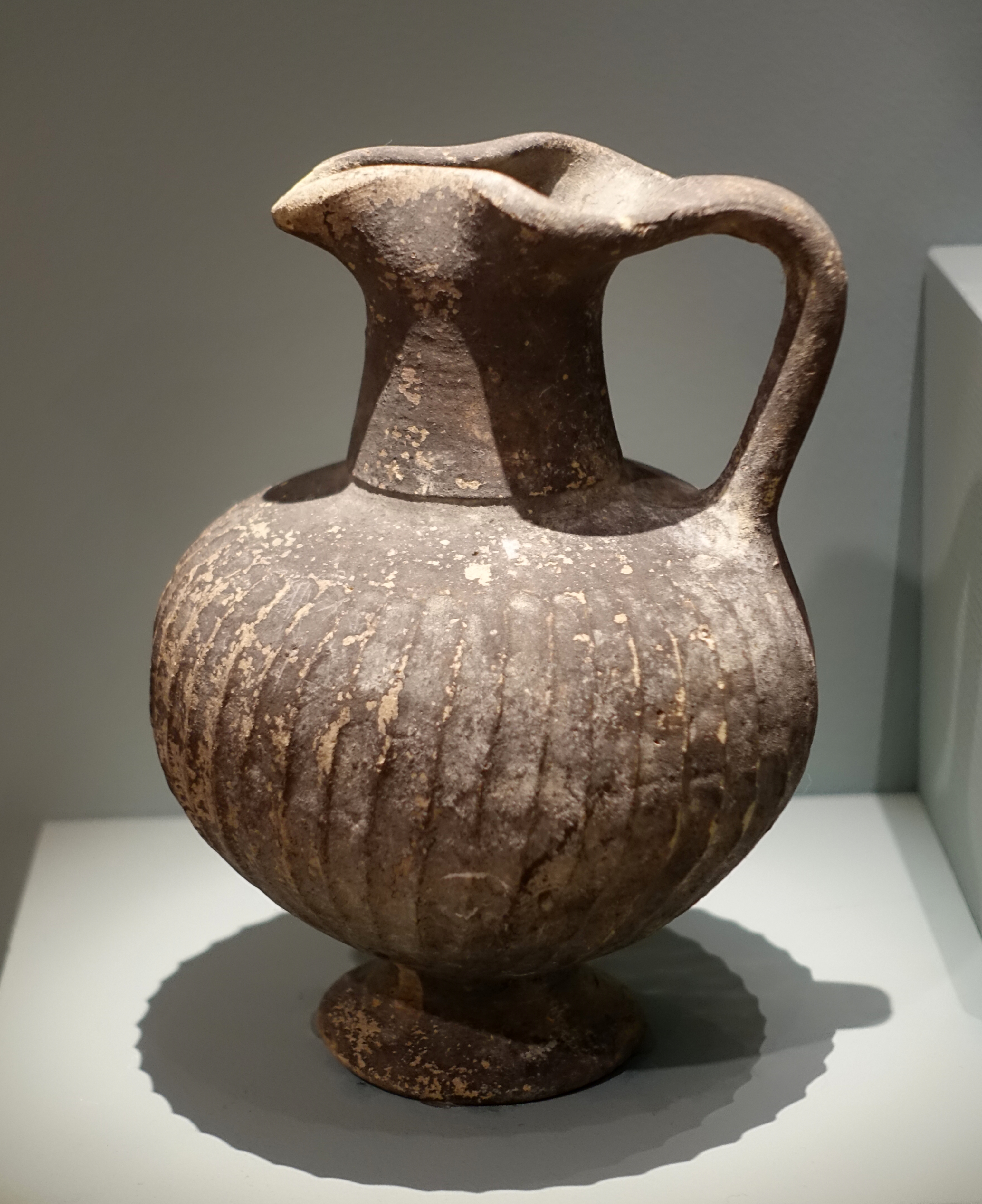
Kanne der Black Slip Ware, Middlebury College Museum of Art